# Siegfried Kahlbaum
Siegfried Kahlbaum (* 28. November 1870 in Görlitz; † 2. Oktober 1943 ebenda) war ein deutscher Psychiater, Leiter der psychiatrischen Anstalt in Görlitz und Sanitätsrat.

## Lebenslauf
Er war ein Sohn des Psychiaters Karl Ludwig Kahlbaum (1828–1899) und der Elizabeth geborene Hecker. Kahlbaum besuchte das Gymnasium in Görlitz, studierte nach dem Abitur 1890 an der Universität Würzburg und der Universität München. 1895 wurde er Arzt für Medizin. Anschließend war er freiwilliger Arzt in der Klinik von Adolf Plettner in Dresden. Von Juli bis Oktober 1896 arbeitete er als freier Assistent in der psychiatrischen Anstalt Sonnenstein bei Georg Ilberg. Von Oktober 1896 bis März 1897 war er Freiwilliger im Krankenhaus in Hamburg-Eppendorf bei Theodor Rumpel. Im April 1897 wurde er Assistent an der psychiatrischen Klinik in Warschau bei Carl Wernicke. Nach dem Tod seines Vaters 1899 übernahm er die Leitung der psychiatrischen Anstalt in Görlitz (Sanatorium Dr. Kahlheim). Er war Sanitätsrat und Autor mehrerer psychiatrischer Publikationen. Ab 1902 war er verheiratet mit Käthe Schmidt (1882–1970), später ließen sie sich scheiden. Er hatte eine Tochter, Sophie (geb. 1905). Er starb nach einem Schlaganfall, beigesetzt wurde er im Familiengrab auf dem Städtischen Friedhof in Görlitz (Grab S-053).

## Ausgewählte Werke
- Über einen Fall von Carcinoma ventriculi et peritonaei. München: Weiss’sche Buchdruckerei, 1896
- Über heilpädagogische Methoden in der Behandlung Geisteskranker. In: Bericht über den 4. Kongreß für Heilpädagogik. Springer, Berlin 1929
- Zweckmässigkeit der Errichtung von Sonderabteilungen für Nerven- und Geisteskranke unter Angliederung an Heilanstalten. Nornen-Verlag, 1927
- Beschäftigungstherapie in Anstalten bei Nerven- und Geisteskranken der gebildeten und besser situierten Kreise. Psychiatrisch-Neurologische Wochenschrift 30, ss. 94–98, 1928
- Bericht über das Sanatorium Dr. Kahlbaum-Görlitz in den Jahren 1855 bis 1930.  Psychiatrisch-Neurologische Wochenschrift 32 (28), ss. 320–325, 1930
- Sanatorium Dr. Kahlbaum, Görlitz, in den Jahren 1855–1930. Görlitz, 1930